# Angelitos negros (película de 1948)
Angelitos negros es una película de drama mexicana de 1948, dirigida por Joselito Rodríguez y protagonizada por Pedro Infante, Emilia Guiú, Rita Montaner, Titina Romay y Chela Castro. Esta película está inspirada en el poema Angelitos negros del poeta venezolano, Andrés Eloy Blanco, ya que Rodríguez realizó una segunda versión en 1970.

## Argumento
José Carlos Ruiz (Pedro Infante) es un cantante de música popular que de manera casual conoce a una hermosa y desdeñosa rubia de la que queda prendado desde el primer momento. Poco después descubre que su amada se llama Ana Luisa de la Riva Salazar (Emilia Guiú) y es subdirectora de una escuela para niñas. José Carlos comienza a cortejarla con éxito y en poco tiempo se comprometen en matrimonio. Es hasta ese momento que José Carlos comienza a darse cuenta de que su futura mujer tiene prejuicio hacia la gente de color, debido a que no acepta que el actúe junto a artistas mulatos. La propia Ana Luisa tiene una nana llamada Mercé (Rita Montaner) que la ha cuidado toda la vida y que es una mujer de color, a la cual está acostumbrada pero evidentemente desprecia. José Carlos trata de resolver de la mejor manera los conflictos que la actitud racista de su mujer provoca hacia el seno familiar hasta que esta da a luz su primera hija que resulta ser mulata.
Belén (Titina Romay) sufre mucho porque su mamá no la quiere por ser negra y llega a pintarse la cara de blanco para que su mamá la acepte. Ana Luisa culpa a la familia de José Carlos por tener ascendencia mulata en su familia y provocar su vergüenza, pero José Carlos sabe la verdad por parte del Padre Francisco (Nicolás Rodríguez) y esta es que la verdadera madre de Ana Luisa es la nana Mercé que en su juventud tuvo un amorío con su patrón, el señor de la Riva y en beneficio de que su hija heredara una posición acomodada, renunció a reconocer su maternidad y mantenerse cerca de ella sirviéndola en el papel de criada.
Nana Mercé cae enferma y José Carlos intenta traer a Isabel (Chela Castro), una compañera artista para que cuide de la niña ya que su madre no le hace el menor caso y es cuando la tragedia sobreviene porque Ana Luisa, al creer que su marido quiere meter a su amante en su casa, reacciona violentamente arrojando accidentalmente a Mercé por las escaleras. Es en ese momento cuando a Ana Luisa le es revelada la verdad y tendrá que ir a pedirle perdón a su madre en su lecho de muerte.

## Reparto
| Personaje                    | Actor             |
| José Carlos Ruíz             | Pedro Infante     |
| Ana Luisa de la Riva Salazar | Emilia Guiú       |
| Nana Mercé Salazar           | Rita Montaner     |
| Belén                        | Titina Romay      |
| Sacerdote                    | Nicolás Rodríguez |

## Readaptaciones
- El director Joselito Rodríguez hizo un remake de la cinta del mismo nombre en 1970, con muy pocos cambios en el guion. El papel de la nana Mercé lo hizo esta vez la actriz estadounidense Juanita Moore. Los papeles protagónicos esta vez estuvieron a cargo de Manuel López Ochoa y Martha Rangel. Titina Romay vuelve a aparecer en la historia pero esta vez protagonizando a Isabel.
- La historia también fue llevada en 1970 a la televisión por Televisa en formato de telenovela titulada, también del mismo nombre, con Silvia Derbez como Mercé, Alicia Rodríguez y nuevamente Manuel López Ochoa en los roles protagónicos, bajo la producción de Valentín Pimstein.
- En 1997, Televisa realizó una adaptación libre en telenovela titulada El alma no tiene color. Fue protagonizada por Celia Cruz, Laura Flores y Arturo Peniche y producida por Juan Osorio Ortiz.